# Isanthrene pompiloides
Isanthrene pompiloides är en fjärilsart som beskrevs av Walker 1854. Isanthrene pompiloides ingår i släktet Isanthrene och familjen björnspinnare. Inga underarter finns listade i Catalogue of Life.